# Jacob de Riemer
Jacob de Riemer (Noordwijk, 14 september 1676 – Den Haag, 26 april 1762), was een Nederlandse geschiedschrijver en jurist, die bekendheid verkreeg vanwege zijn standaardwerk „Beschrijving van 's-Graven-hage”, welk hij publiceerde over de geschiedenis van Den Haag.
De Riemer werkte op basis van oorspronkelijke bronnen, waarbij hij zelf voor de vele transcripties zorg droeg. Hierdoor, en vanwege de vele vermeldingen in zijn publicaties van de door hem benutte bronnen, kan Jacob de Riemer worden gezien als voorbeeld van een modern historicus “avant la lettre”.

## Biografie

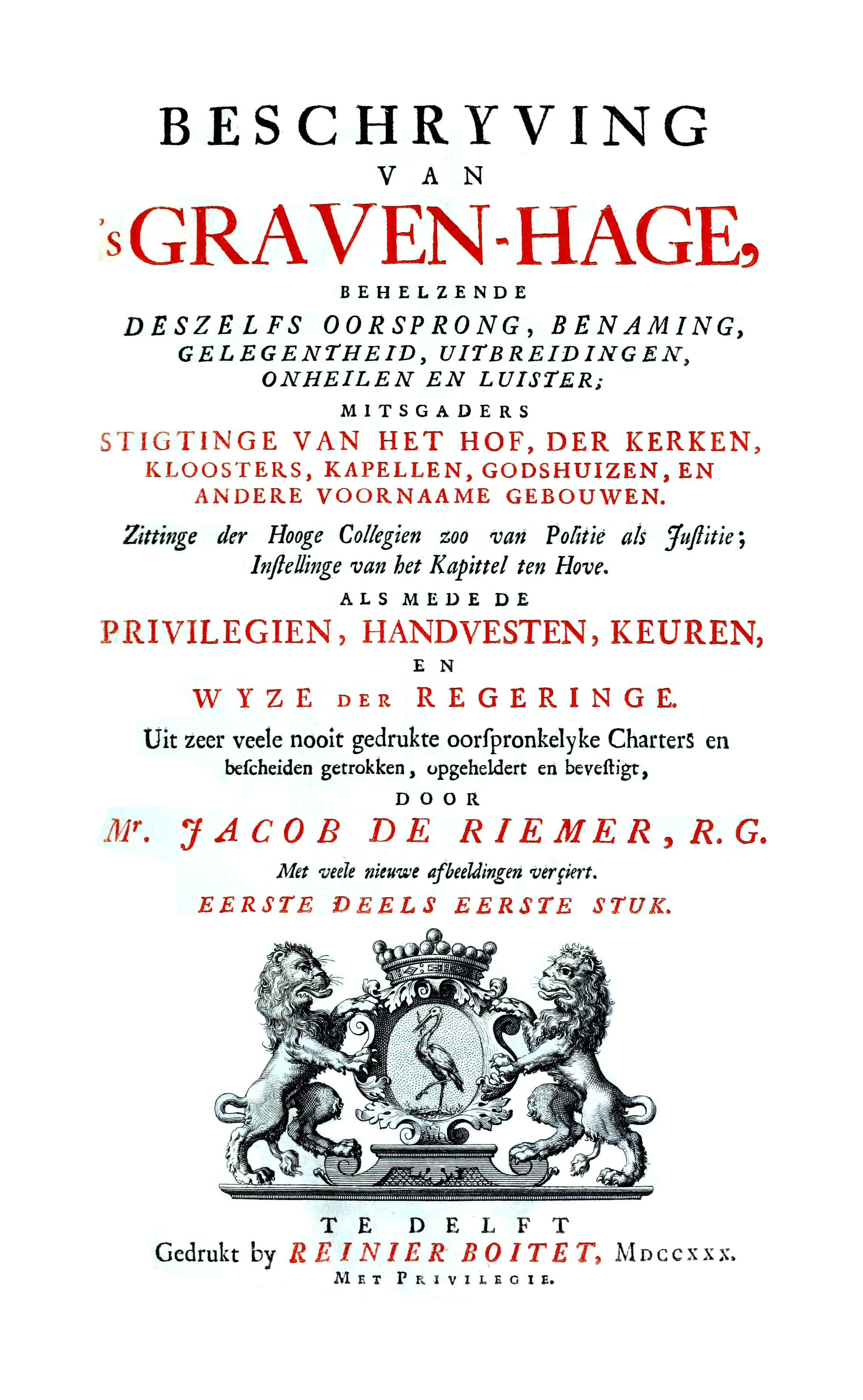
Titelblad van het boek „Beschryving van 'sGraven-hage”, door Jacob de Riemer

### Jeugd en studietijd
De Riemer kwam uit de gelederen van de gegoede burgerij. Vader Isaak de Riemer was predikant bij de Remonstrantse Broederschap van Noordwijk en zijn grootvader was arts van beroep geweest. Zijn liefde voor geschiedenis kreeg Jacob de Riemer van zijn jeugdvriend Cornelis van Alkemade, die zich na zijn rechtenstudie zou vestigen in Leiden en daarna ging werken bij de Admiraliteit van Rotterdam. Van Alkemade zou in mei 1682 zijn tweede huwelijk aangaan met Johanna de Riemer, een achternicht van de vader van Jacob de Riemer. Eigenlijk voorzag de vader van Jacob de Riemer voor zijn zoon een loopbaan als dokter, net als diens grootvader. Mogelijk kreeg hij in zijn jeugd onderwijs van zijn vader, waarna hij in 1696 als student medicijnen in Leiden werd ingeschreven. Echter, tijdens zijn studie veranderde De Riemer van richting, waarna hij op 5 juli 1700 promoveerde in de beide rechten met de dissertatie „De inofficioso testamento”.

### Loopbaan
Een week na zijn promotie werd hij ingeschreven als advocaat bij het Hof van Holland in Den Haag, en vestigde hij zich aldaar. Ook zijn studiegenoot Frans van Limborch ging in Den Haag wonen. Van Limborch werd eveneens advocaat in die plaats en deelde met De Riemer diens voorliefde voor geschiedkunde. Zijn broer Hendrik van Limborch zou in 1703 een portret van De Riemer schilderen en in 1712 trouwde Frans van Limborch met Maria de Riemer, de zuster van Jacob de Riemer. In diezelfde periode werkte De Riemer mee aan een werk van Cornelis van Alkemade en beklaagde hij zich in een brief aan hem voor het eerst over zijn slechte gezondheid, een terugkerend onderwerp in bijna al zijn latere correspondentie. Omstreeks 1720 begon Jacob de Riemer met het schrijven van transcripties van documenten uit de archieven van het Hof van Holland. Hoewel hij oorspronkelijk niet tot doel had een geschiedkundige beschrijving van Den Haag samen te stellen, werd hij gaandeweg door de hoeveelheid informatie die hij verkreeg, in die richting gedreven. Toen hij in 1730 het eerste deel van zijn werk presenteerde onder de titel „Beschrijving van 's-Graven-hage”, droeg hij het op aan de Haagse Magistraat. Als blijk van waardering schonk het stadsbestuur hem „drie hondert goude specie Ducaten”. Het tweede deel van „Beschrijving van 's-Gravenhage” verscheen in 1739. De werken van De Riemer over de geschiedenis van Den Haag zijn ook eeuwen later een belangrijke bron van informatie. In 1743 was De Riemer met zijn laatste publicatie bezig, die hij in samenwerking met Frans van Limborch zou opstellen. Tot in 1748 werkte hij naar eigen zeggen met “veel moeite, arbeid en pijn” aan dit werk, welk hij beschouwde als het beste dat hij had geschreven. Na 1754 werkte Jacob de Riemer niet meer. De handschriften die hij geschreven had wilde hij van de hand doen aan de Vroedschap van Den Haag, maar de verkoop ging niet door.

### Privéleven
In mei 1716 trouwde De Riemer met Johanna Philippa van Reenen, weduwe van Mr. Herman Diderick Tollius, waardoor De Riemer via haar zuster Theodora zwager werd van de toentertijd bekende kunstschilder Mattheus Terwesten. Jacob de Riemer en Johanna van Reenen kregen zeven kinderen, van wie De Riemer er zelf vijf zou overleven. Na de publicatie van het tweede deel van zijn historisch werk in 1739 kocht De Riemer een huis aan het Westeinde, dat hij eerder al had gehuurd. Naast het huis bezat hij nog een stuk land in Schoonderloo, welk hij had geërfd van zijn grootmoeder, Maria Nieuhoven. In 1749 verloor Jacob de Riemer na een huwelijk van 33 jaren zijn vrouw. Twee jaar later overleed zijn inwonende zoon Frans, klerk bij de griffie van de Staten-Generaal, die slechts 33 jaar oud werd. Door invloed van Frans van Limborch kon zijn oudste zoon Mr. Pieter de Riemer vervolgens op diezelfde functie gaan werken. De laatste levensjaren van De Riemer werden bepaald door zware medische klachten; hij overleed op 26 april 1762. Voor zijn begrafenis in de avond van 3 mei, formeerde zich een stoet met dertig flambouwen, de lijkkoets, zestien dragers en acht volgkoetsen. In de Grote of Sint-Jacobskerk werd hij bijgezet in het familiegraf van Mr. Cornelis van Rijckevorsel, een verwant van De Riemer.

## Nationaal Archief
Jacob de Riemers zoon en naamgenoot, probeerde in 1764 zijn handschriften te verkopen aan de Magistraat van Den Haag, maar net als tien jaar eerder ketste de koop af. Pas na diens overlijden werden ze in 1804 aangekocht door de Raad van Binnenlandse Zaken van de Bataafse Republiek, tijdens een publieke verkoop, op aandringen van Mr. Hendrik van Wijn, de archivaris van de Bataafse Republiek.
In het Nationaal Archief bevinden zich tegenwoordig, in aanvulling op het gepubliceerde werk, een flink aantal transcripties van belangrijke stukken uit de archieven van het Hof van Holland, de Leen- en Registerkamer en van de voornaamste charters met betrekking tot de geschiedenis van Den Haag.

## Aantekening
De volledige titel van zijn werk over de geschiedenis van Den Haag luidt:
„ Beschryving van 's Graven-hage, behelzende deszelfs oorsprong, benaming, gelegentheid, uitbreidingen, onheilen en luister; mitsgaders stigtinge van het hof, der kerken, kloosters, kapellen, godshuizen, en andere voornaame gebouwen. Zittinge der hooge collegien zoo van politie als justitie; instellinge van het kapittel ten Hove. Als mede de privilegien, handvesten, keuren, en wyze der regeringe. Uit zeer veele nooit gedrukte oorspronkelyke charters en bescheiden getrokken, opgeheldert en bevestigt. ”

## Vernoemingen
In Den Haag zijn in het Zeeheldenkwartier de 1e en 2e De Riemerstraat naar hem vernoemd.